# Epilohmannoides esulcatus
Epilohmannoides esulcatus är en kvalsterart som beskrevs av Ohkubo 1979. Epilohmannoides esulcatus ingår i släktet Epilohmannoides och familjen Epilohmanniidae. Inga underarter finns listade i Catalogue of Life.